# 韓國楨
韓國楨（1535年—1589年），字柱甫，號洙泉，直隸蘇州府吳縣人，長洲縣民籍，明朝政治人物。

## 生平
嘉靖四十三年（1564年）甲子科應天府鄉試第一百五名，萬曆二年（1574年）甲戌科會試第十名，登三甲第六十六名進士。萬曆八年（1580年）六月选授福建道试监察御史，十一年正月与给事中馮露弹劾总督三边兵部左侍郎高文荐，文荐革任闲住。十二年巡按江西，弹劾临江府知府钱若赓杖毙二百余人，逮其下狱。十五年巡按直隶，十六年四月升大理寺右寺丞，轉左寺丞，十七年六月升右少卿，同年卒，享年五十五。

## 家族
曾祖韓泰；祖父韓綱；父韓章。母蔣氏。慈侍下。兄韓欽。